# Mac Format
Mac Format es una revista de informática británica. 
Es publicada mensualmente por Future plc desde junio de 1993, en idioma inglés. El proceso de publicación cuenta con los certificados del Consejo de Administración Forestal. Contiene material sobre lo último en tecnología, y es nociones para el inicio de usuario de Mac. Cada número tiene tutoriales, consejos, sugerencias y recomendaciones de aplicaciones para ayudarle a trabajar y jugar más inteligente, y ser más creativos.
Su edior en jefe Christopher Phin.